# فرانك مارتن (لاعب كريكت)
فرانك مارتن (12 أكتوبر 1893 بكينغستون في جامايكا - 23 نوفمبر 1967) (بالإنجليزية: Frank Martin)‏ هو لاعب كريكت جامايكي. شارك مع منتخب الهند الغربية للكريكت ومنتخب جامايكا الوطني للكريكت.

## وصلات خارجية
- فرانك مارتن على موقع إي آس بي آن كريك إنفو (الإنجليزية)